# クラウディオ・リッピ
クラウディオ・リッピ（Claudio Lippi、1945年6月3日 - ）は、イタリアのテレビ司会者、俳優、歌手。

## 生涯と経歴
ミラノ生まれのリッピは、1964年に歌手として活動を始め、「Per Ognuno C'è Qualcuno Sempre」（「誰かが誰かを愛してる」のイタリア語カバー）をヒットさせた。その後、自身のレコード・レーベル「ディスコ・アズーロ (Disco Azzurro)」を立ち上げたが、これは失敗に終わった。
その後、イタリア放送協会 (RAI) に入って、子供向け番組のホストを数件手がけたが、1974年にバラエティ番組『Tanto Piacere』で最初の成功を収めた。
その後も、司会者として『Il pranzo è servito』、『Mai dire Gol』、『Buona Domenica』など、いくつものテレビ番組を成功させた。
リッピには、女優ラウラ・ベリとの間に、一人娘レニ (Lenni) がいる。